# Euroace

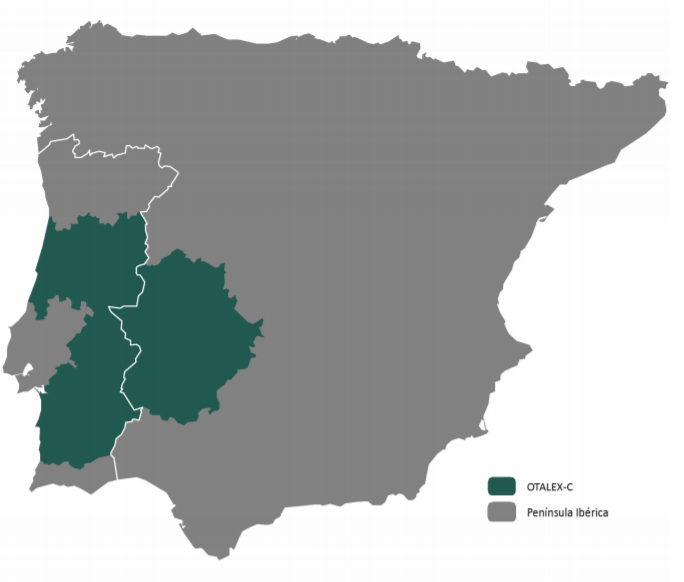
La eurorregión comprende el 16% del territorio total de la península ibérica y el 6% de su población

Euroace es una eurorregión localizada en el suroeste de la península ibérica que comprende las regiones de Alentejo y Centro en Portugal y la comunidad autónoma de Extremadura en España. Cuenta con una extensión total de 101 130 km.² y alberga una población de 4 100 000 habitantes (en 2011).
Fue fundada en 2009 bajo los mandatos de Fernández Vara en Extremadura, María Leal Monteiro en Alentejo y Alfredo Marques en la Región Centro con el objetivo de «fomentar la cooperación transfronteriza e interregional».
Junto con la eurorregión Galicia-Norte de Portugal constituye los únicos entes de cooperación interterritorial hispano-portugueses surgidos a raíz del «Tratado de Valencia» firmado en 2002 entre ambos países. En 2010 también se instituyo la Eurorregión Alentejo-Algarve-Andalucía, siendo la tercera conjunta entre España y Portugal. 
| Municipio        | Población | Región             | País     |
| ---------------- | --------- | ------------------ | -------- |
| Badajoz          | 150 530   | Extremadura        | España   |
| Coímbra          | 143 396   | Coímbra            | Portugal |
| Viseu            | 99 274    | Viseu              | Portugal |
| Cáceres          | 96 068    | Extremadura        | España   |
| Aveiro           | 78 450    | Aveiro             | Portugal |
| Figueira da Foz  | 62 125    | Coímbra            | Portugal |
| Mérida           | 59 352    | Extremadura        | España   |
| Alcobaza         | 56 693    | Leiría             | Portugal |
| Évora            | 56 596    | Alentejo           | Portugal |
| Castelo Branco   | 56 109    | Castelo Branco     | Portugal |
| Ovar             | 55 398    | Aveiro             | Portugal |
| Pombal           | 55 217    | Leiría             | Portugal |
| Covilha          | 51 797    | Castelo Branco     | Portugal |
| Caldas da Rainha | 51 729    | Leiría             | Portugal |
| Àgueda           | 47 729    | Aveiro             | Portugal |
| Ourém            | 45 932    | Santarém           | Portugal |
| Tomar            | 43 007    | Santarém           | Portugal |
| Guarda           | 42 541    | Distrito de Guarda | Portugal |
| Plasencia        | 40 141    | Extremadura        | España   |